# Мурс Хил (Индијана)
Мурс Хил (енгл. Moores Hill) град је у америчкој савезној држави Индијана.

## Демографија
По попису из 2010. године број становника је 597, што је 38 (-6,0%) становника мање него 2000. године.
| Група             | 2000.       | 2010.       |
| Белци             | 617 (97,2%) | 584 (97,8%) |
| Афроамериканци    | 3 (0,5%)    | 1 (0,2%)    |
| Азијати           | 0 (0,0%)    | 1 (0,2%)    |
| Хиспаноамериканци | 7 (1,1%)    | 2 (0,3%)    |
| Укупно            | 635         | 597         |